# Арсенид нонаэннеаконтартути
Арсенид нонаэннеаконтартути — неорганическое соединение
ртути и мышьяка
с формулой Hg99As,
кристаллы.

## Получение
- Кристаллизация ртути в присутствии малых количеств мышьяка:

{\displaystyle {\mathsf {99\;Hg+As\ {\xrightarrow {-155^{o}C}}\ Hg_{99}As}}}

## Физические свойства
Арсенид нонаэннеаконтартути образует кристаллы
гексагональной сингонии,
пространственная группа P 6m2,
параметры ячейки a = 0,454 нм, c = 0,774 нм
.